# Atherinopsinae
Sous-famille
Les Atherinopsinae sont une sous-famille de poissons de la famille des Atherinidae, dans l'ordre des Atheriniformes.

## Liste des genres
Selon World Register of Marine Species (26 août 2019) :
- genre Atherinops Steindachner, 1876
- genre Atherinopsis Girard, 1854
- genre Basilichthys Girard, 1855
- genre Colpichthys Hubbs, 1918
- genre Leuresthes Jordan & Gilbert, 1880
- genre Odontesthes Evermann & Kendall, 1906